# 장묘이
장먀오이(张淼怡, 1998년 9월 13일 ~ )는 중국의 배우이다.

## 출연작

### 드라마
- 2021년 아이치이 웹드라마 《당가주모》 - 길상 역
- 2022년 아이치이 웹드라마 《견면파취현재 : 지금 만나자》 - 푸티엔 역
- 2023년 텐센트 웹드라마 《정호우견니》 - 구태 손녀 역
- 2023년 유쿠 웹드라마 《당이비분향니》 - 수자이자이 역
- 2023년 아이치이 웹드라마 《독가동화》 - 샤오투 역